# Donald Kinsey
Donald Kinsey (Gary, 1953. május 12. – Merrillville, 2024. február 6.) amerikai gitáros, énekes, dalszerző.

## Pályafutása
A néhai chicagói blueszenész, Big Daddy Kinsey három fiának egyike. Mint a Wailers Band (a Bob Marley and the Wailers) zenésze vált ismertté. A testvérek: Ralph és Kenneth Kinsey.
Zenekarok: The Kinsey Report, The Wailers, Bob Marley and the Wailers (1975–1976)

## Lemezek

### The Kinsey Report
- 1987 Edge Of The City
- 1989 Midnight Drive
- 1991 Powerhouse
- 1993 Crossing Bridges
- 1998 Smoke And Steel

### Albert King
- 1973 Blues At Sunrise
- 1973 Blues At Sunset
- 1974 I Wanna Get Funky
- 1974 Montreux Festival

### Peter Tosh
- 1976 Legalize It
- 1976 Live & Dangerous: Boston 1976
- 1978 Bush Doctor
- 1983 Mama Africa
- 1984 Captured Live
- 1997 Honorary Citizen (box set)

### Bob Marley
- 1976 Rastaman Vibration
- 1976 Live At The Roxy
- 1992 Songs Of Freedom (box set)

### Big Daddy Kinsey
- 1985 Bad Situation
- 1990 Can't Let Go
- 1993 I Am The Blues
- 1995 Ramblin' Man

### Roy Buchanan
- 1987 Dancing On The Edge
- 1987 Hot Wires

## További információ
- Hivatalos oldal
- Donald Kinsey az Internet Movie Database-ben (angolul)
- Donald Kinsey a Rotten Tomatoeson (angolul)